# Thottea parviflora
Thottea parviflora är en piprankeväxtart som beskrevs av Henry Nicholas Ridley. Thottea parviflora ingår i släktet Thottea och familjen piprankeväxter. Inga underarter finns listade i Catalogue of Life.